# Programme d'approvisionnement groupé en eau potable des populations rurales
Le Programme d’approvisionnement groupé en eau potable des populations rurales (PAGER) est un programme du gouvernement marocain entamé en 1995 pour augmenter le taux d’accès à l’eau potable en milieu rural, très faible à l’époque. Le projet repose sur deux principes : l’utilisation de techniques simples et la participation des bénéficiaires à tous les stades du projet depuis la définition des besoins en passant par la conception la réalisation et jusqu’à l’évaluation. Grâce à ce programme, le taux d’accès à l’eau potable en milieu rural a augmenté considérablement. En 2004 le programme a obtenu un prix des Nations unies, le United Nations Public Service Awards dans la catégorie amélioration des performances des services publics. 

## Impulsion du programme
Le programme a été lancé en 1995, à la suite de poussées épidémiques de choléra durant les périodes estivales des années 1988 – 1994. Il devrait approvisionner 31 000 localités avec 12 millions de personnes en eau potable avant 2010. 

## Évaluation et impact du programme
D’après les chiffres officiels du gouvernement marocain, le PAGER a permis une augmentation du taux d’accès à l’eau dans les zones rurales de 14 % en 1995 à 61 % en 2004 et 77 % en 2006,. Cependant, les chiffres sur le taux d’accès à l’eau dans les zones rurales varient selon la source utilisée.  Par exemple, une évaluation globale du PAGER effectuée en 2004 a estimé que 55 % de la population rurale avait accès à l'eau potable. Ce chiffre tient compte du fait que 6 % de la population vit dans des localités avec des systèmes non-fonctionnels et ce chiffre doit être soustrait du taux « officiel » de 61 %. Une autre source, l'enquête sur la population et la santé familiale, indique que le taux d’accès à une source d’eau améliorée (en:Improved water source) dans les zones rurales est resté constant de 1995 à 2004 aux alentours de 58 %. Selon le même sondage, le taux d’accès à des branchements individuels en zone rurale - donc sans compter les bornes-fontaines, les sources protégées et les puits protégées - a augmenté de 10 % en 1995 à 20 % in 2004. 
Un rapport d’évaluation de la Banque mondiale de 2001 montre que la fréquentation des écoles dans les zones couvertes par le PAGER a augmenté de 16 %. Le PAGER a aussi permis de libérer des femmes et des enfants de la corvée du portage de l’eau.

## Responsabilité institutionnelle
Parmi les 11,315 systèmes qui existaient au Maroc en 2004, 41 % avaient été réalisés par la DGH dans le cadre du PAGER. Concernant les autres systèmes, dont la plupart avait été construit avant le démarrage du programme, 15 % ont été construits par l'ONEP, 8 % par le Ministère de l’Intérieur, 12 % par les communes rurales, 4 % par le Ministère de l’Agriculture, 4 % directement par la population bénéficiaire à travers ses associations d’usagers sans appui extérieur et 5 % par des opérateurs divers (ONG, UNICEF, Régies de distribution d’eau potable etc.). Pour les 10 % restants, l’information disponible ne permettait pas de définir l’opérateur qui a réalisé le projet.
En janvier 2004 la responsabilité pour le PAGER au sein de l'État marocain a été transféré de la Direction Générale de l'Hydraulique (DGH) du Ministère de l'Equipement à l'Office National de l'Eau Potable.

## Financement et coopération externe
Le PAGER est financé par un partenariat entre les parties suivantes :
- l'État marocain (80 %) ;
- les collectivités locales (15 %) et ;
- la population bénéficiaire (5 %).

La contribution des bénéficiaires est considérée comme une importante condition pour garantir leur adhésion aux projets et assurer la durabilité des installations. Une grande partie de la contribution de l'État marocain est financée par des dons et des prêts bonifiés dans le cadre de la coopération au développement, y inclus la coopération allemande, belge et japonaise, ainsi que la Banque mondiale. L'ONEP a programmé des investissements de 5,5 milliards de dirham pour l'eau potable en milieu rural en 2007-2010.

## Exemple Taroudant
Un exemple de systèmes d’alimentation en eau potable (SAEP) construits dans le cadre du PAGER sont 74 systèmes construits entre 2002 et 2008 dans la Province de Taroudant dans le Sud du Maroc, desservant une population de 86 000 dans quelque 300 douars  Les systèmes sont tous alimentés par des forages ou des puits munis de pompes électriques, dont la plupart est connectée au réseau électrique. Les usagers sont desservis par des branchements individuels avec compteurs. La consommation est de 24 litres par jour et par habitant. Parmi les conditions fixées pour la construction des systèmes sont la gestion par une association d’usagers, l’application d’un tarif permettant le recouvrement des coûts de gestion et d’entretien, ainsi qu’une participation monétaire des usagers aux coûts d’investissement de 5 %. Un bureau d’étude international assiste les communautés dans le processus de création d’associations d’usagers dont les membres sont élus en assemblée générale. Sous le contrôle du bureau d’étude international, des bureaux d’études nationaux préparent les études  techniques, qui à chaque phase sont à valider par la population cible. Ce n’est qu’à la suite de ce processus que la population contribue aussi financièrement.  Pendant la réalisation physique des projets les bureaux d’études accordent aux associations d’usagers une formation et les encadrent également pendant les premières années de gestion. Les usagers choisissent eux-mêmes leur structure tarifaire. Dans la province de Taroudant ils ont tous opté pour un tarif binôme qui comprend une redevance fixe et un tarif volumétrique, couvrant en principe tous les frais fixes y inclus le renouvellement des équipements électromécaniques ainsi que les frais variables.
En 2008, 99 % des usagers paieraient leur facture, bien que les prix par m³ soient plus élevés qu’en milieu urbain. La facture moyenne était de 45 dirhams (4,5 euros)/mois/branchement en 2008. Les associations d’usagers ont créé des fonds d’entretien et de renouvellement avec un solde total disponible de 7,3 millions de dirhams en 2008, soit 150 % des dépenses annuelles. Les pertes de distribution s’élèvent à 13 % en moyenne.